# Трнє (Чреншовці)
Трнє (словен. Trnje) — поселення в общині Чреншовці, Помурський регіон, Словенія. Висота над рівнем моря: 168,1 м.